# Consiglio della Repubblica di Bielorussia
Il Consiglio della Repubblica è la camera alta del parlamento bicamerale della Bielorussia, l'Assemblea nazionale; è affiancato dalla Camera dei rappresentanti, che costituisce la camera bassa.
Il Consiglio conta 64 membri: otto sono nominati direttamente dal Presidente della Bielorussia; gli altri sono eletti da ogni regione e da Minsk, la capitale nazionale, a congressi chiamati Soviet dei Deputati.
Per essere eletti al Consiglio sono richiesti il compimento dei 30 anni d'età, la cittadinanza bielorussa e l'aver vissuto nel Paese per almeno 5 anni consecutivi.

## Funzioni
Le principali funzioni del Consiglio sono:
1. Legiferare
2. Approvare il bilancio di Stato
3. Assegnare i poteri ai livelli esecutivi e giudiziari del governo
4. Esercitare funzione di controllo
5. Condurre la politica estera